# Liste der Monuments historiques in Avrecourt
Die Liste der Monuments historiques in Avrecourt führt die Monuments historiques in der französischen Gemeinde Avrecourt auf.

## Liste der Immobilien
| Bezeichnung        | Beschreibung         | Standort             | Kennzeichnung | Schutzstatus | Datum | Bild |
| ------------------ | -------------------- | -------------------- | ------------- | ------------ | ----- | ---- |
| Kirche St-Vinebaud | 1851 bis 1855 erbaut | Rue du Centre (Lage) | PA52000024    | Inscrit      | 2004  |      |

## Liste der Objekte
| Bezeichnung               | Beschreibung                                                                         | Standort                         | Kennzeichnung | Schutzstatus | Datum | Bild |
| ------------------------- | ------------------------------------------------------------------------------------ | -------------------------------- | ------------- | ------------ | ----- | ---- |
| Skulptur Madonna mit Kind | Aufsatz eines Prozessionsstabes; Holz, farbig gefasst und vergoldet, 18. Jahrhundert | in der Kirche St-Vinebaud (Lage) | PM52001205    | Classé       | 1976  |      |